# Управа за специјалне операције
Управа за специјалне операције (енгл. Special Operations Executive (SOE)) је била британска обавештајна организација из времена Другог светског рата. Основана је одлуком министра за економско ратовање Хјуа Далтона 22. јула 1940. да врши шпијунажу, саботаже и извиђање у деловима Европе коју су окупирале силе Осовине и да помаже локалним покретима отпора.
У почетку је била укључена у оснивање Помоћних трупа, тајне организације отпора која би била активирана у случају немачке инвазије Британије. Мало је људи знало за постојање Управе. Оне који су били део ње или су повезани са њом називали су „нерегуларци из улице Бејкер“, по седишту њеног штаба у Лондону. Такође се називала и „Черчилова тајна војска“ или „Министарство неџентлемнског ратовања“. Због безбедности, њени огранци, а понекад и цела организација је била сакривана под именима као што су „Здружени технички одбор“ или „Међуслужбени истражни биро“.
Управа је деловала у свим држава коју су напале или окупирале силе Осовине, осим оних где су демаркационе линије договорене са британским главним савезницима, Совјетским Савезом и САД. Повремено је користила неутралне државе или је чинила планове и припреме у случају да неутралне државе нападну силе Осовине. Организација је директно запошљавала више од 13.000 особа, од којих су око 3.200 биле жене.